# ロイヤル・オーク (戦列艦・5代)
|          | |
| 艦歴     | |
| 発注:    | 1805年1月31日 |
| 建造:    | ダドマン造船所（デットフォード）                                                                                             |
| 進水:    | 1809年3月4日 |
| その後:  | 1850年解体 |
| 性能諸元 | |
| クラス:  | フェイム級戦列艦 |
| 全長:    | 砲列甲板：175ft（53.3m） 竜骨：144ft 1⅝in（43.9m）                                                                           |
| 全幅:    | 47ft 6in（12.6m） |
| 喫水:    | 20ft 6in（6.2m） |
| 機関:    | 帆走（3本マストシップ） |
| 兵装:    | 74門： 上砲列：18ポンド（8kg）砲28門 下砲列：32ポンド（15kg）砲28門 後甲板：9ポンド（4kg）砲14門 艦首楼：9ポンド（4kg）砲4門 |

ロイヤル・オーク（HMS Royal Oak）はジョン・ヘンスロー設計のフェイム級74門3等戦列艦。1809年3月4日にデットフォードで進水した。